# 震慑级巡防舰
震慑级巡防舰，为阿尔及利亚海军向德国订购的巡防舰，本型舰亦是MEKO型护卫舰家族的一员，首舰“震慑”号（Erradi 舷号F-910）于2014年12月10日下水，2016年服役。二号舰“终结者”号（El-Moudamir 舷号F-911）于2015年下水，2017年服役。此外，阿海军还保留两艘选择权。

## 同型舰
| 舷号  | 舰名     | 开工   | 下水           | 服役      |
| ----- | -------- | ------ | -------------- | --------- |
| F-910 | 震慑号   | 2013年 | 2014年12月10日 | 2016年2月 |
| F-911 | 终结者号 | 2014年 | 2016年         | 2017年4月 |